# Proterops decoloratus
Proterops decoloratus är en stekelart som beskrevs av Shestakov 1940. Proterops decoloratus ingår i släktet Proterops och familjen bracksteklar. Inga underarter finns listade i Catalogue of Life.